# Hrîhorivska Sloboda, Stavîșce
Hrîhorivska Sloboda (în ucraineană Григорівська Слобода) este localitatea de reședință a comunei Hrîhorivska Sloboda din raionul Stavîșce, regiunea Kiev, Ucraina.

## Demografie
Componența lingvistică a localității Hrîhorivska Sloboda
     Ucraineană (88,89%)
Conform recensământului din 2001, majoritatea populației localității Hrîhorivska Sloboda era vorbitoare de ucraineană (88,89%), existând în minoritate și vorbitori de alte limbi.